# Baron Montagu of Beaulieu

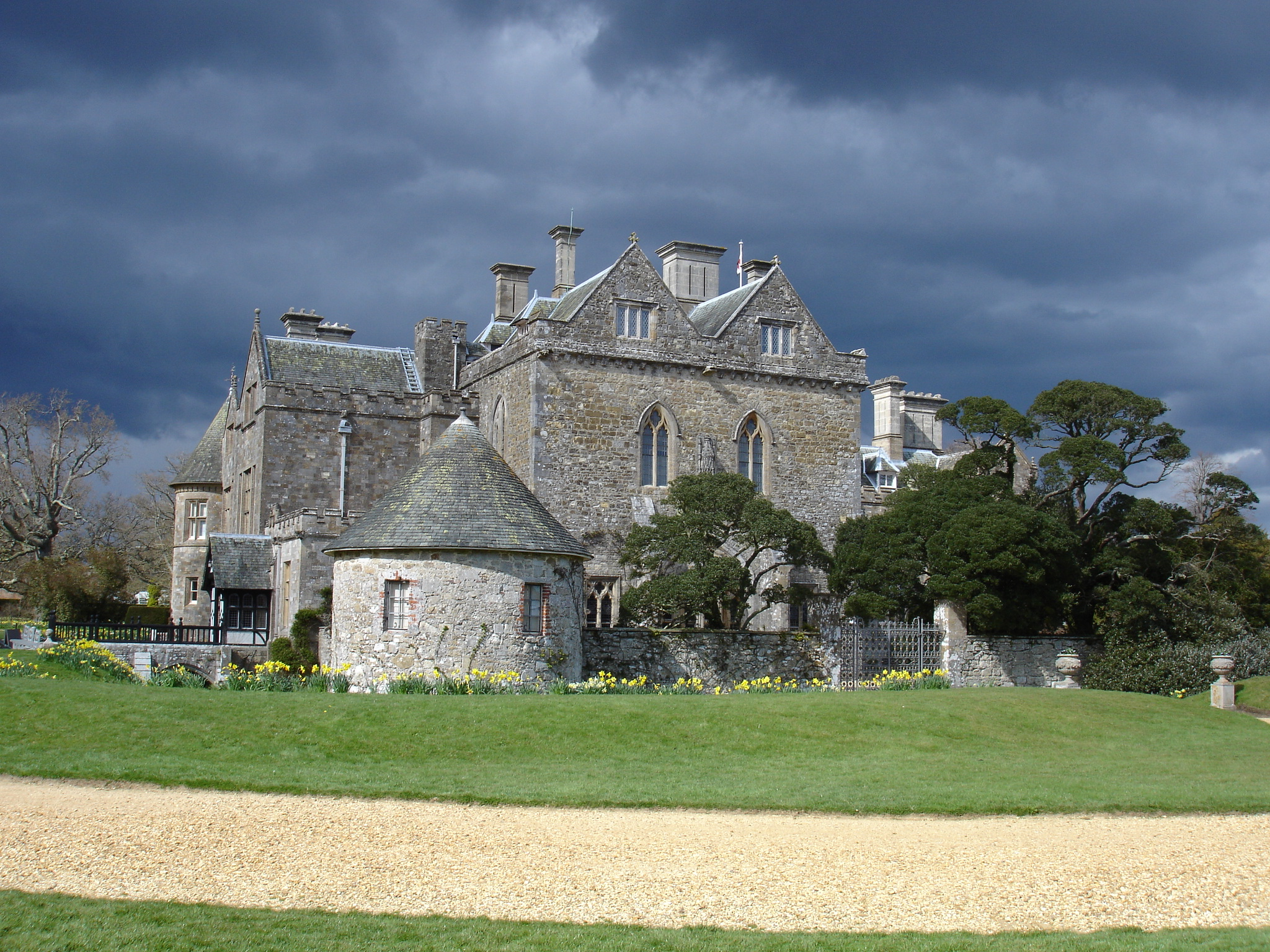
Pałac baronów Beaulieu

Baronowie Beaulieu 1. kreacji (parostwo Wielkiej Brytanii)
- 1762–1784: Edward Hussey-Montagu, 1. baron Beaulieu

Hrabiowie Beaulieu 1. kreacji (parostwo Wielkiej Brytanii)
- 1784–1802: Edward Hussey-Montagu, 1. hrabia Beaulieu

Baronowie Montagu of Beaulieu 1. kreacji (parostwo Zjednoczonego Królestwa)
- 1885–1905: Henry John Douglas-Scott-Montagu, 1. baron Montagu of Beaulieu
- 1905–1929: John Walter Edward Douglas-Scott-Montagu, 2. baron Montagu of Beaulieu
- 1929-2015: Edward John Barrington Douglas-Scott-Montagu, 3. baron Montagu of Beaulieu
- 2015-: Ralph Barrington Douglas-Scott-Montagu, 4. baron Montagu of Beaulieu

Następca 4. barona Montagu of Beaulieu: Jonathan Deane Douglas-Scott-Montagu